# Qualifications des épreuves d'escrime aux Jeux olympiques d'été de 2012
Pour un article plus général, voir Escrime aux Jeux olympiques d'été de 2012.
Les qualifications pour les épreuves d'escrime des Jeux olympiques d'été de 2012 sont principalement basées sur le Classement individuel de la FIE au 2 avril 2012, avec des places supplémentaires individuelles distribuées lors de 4 tournois de qualification. 
Les équipes sont composées de 3 tireurs. Un quatrième tireur est présent hors délégation officielle, mais peut servir de remplaçant en cas de blessure constatée par le CIO.

## Répartition globale des places
Ce tableau liste le nombre de places d'attribuées par pays.
| Nation          | Hommes     | Hommes     | Hommes     | Hommes      | Hommes      | Femmes     | Femmes     | Femmes     | Femmes      | Femmes      | Total |
| Nation          | Individuel | Individuel | Individuel | Par équipes | Par équipes | Individuel | Individuel | Individuel | Par équipes | Par équipes | Total |
| Nation          | Épée       | Fleuret    | Sabre      | Fleuret     | Sabre       | Épée       | Fleuret    | Sabre      | Épée        | Fleuret     | Total |
| --------------- | ---------- | ---------- | ---------- | ----------- | ----------- | ---------- | ---------- | ---------- | ----------- | ----------- | ----- |
| Algérie         |            |            |            |             |             |            | 1          | 1          |             |             | 2     |
| Allemagne       | 1          | 3          | 3          | X           | X           | 3          | 1          | 1          | X           |             | 12    |
| Argentine       |            |            |            |             |             |            |            | 1          |             |             | 1     |
| Autriche        |            | 1          |            |             |             |            |            |            |             |             | 1     |
| Azerbaïdjan     |            |            |            |             |             |            |            | 1          |             |             | 1     |
| Biélorussie     |            |            | 3          |             | X           |            |            |            |             |             | 3     |
| Brésil          | 1          | 1          | 1          |             |             |            |            |            |             |             | 3     |
| Bulgarie        |            |            |            |             |             |            |            | 1          |             |             | 1     |
| Canada          |            | 1          | 1          |             |             | 1          | 1          | 1          |             |             | 5     |
| Chili           | 1          |            |            |             |             | 1          |            |            |             |             | 2     |
| Chine           | 1          | 3          | 3          | X           | X           | 3          | 1          | 2          | X           |             | 13    |
| Taipei chinois  |            |            |            |             |             | 1          |            |            |             |             | 1     |
| Colombie        |            |            |            |             |             |            | 1          |            |             |             | 1     |
| Corée du Sud    | 2          | 1          | 3          |             | X           | 3          | 3          | 2          | X           | X           | 14    |
| Croatie         |            | 1          |            |             |             |            |            |            |             |             | 1     |
| Égypte          | 1          | 3          | 1          | X           |             | 1          | 3          | 1          |             | X           | 10    |
| Estonie         | 1          |            |            |             |             |            |            |            |             |             | 1     |
| États-Unis      | 2          | 3          | 3          | X           | X           | 3          | 3          | 2          | X           | X           | 16    |
| France          | 2          | 3          | 1          | X           |             | 1          | 3          | 1          |             | X           | 11    |
| Grèce           |            |            |            |             |             |            |            | 1          |             |             | 1     |
| Hong Kong       | 1          | 1          | 1          |             |             | 1          | 1          | 1          |             |             | 6     |
| Hongrie         | 1          |            | 1          |             |             | 1          | 1          |            |             |             | 4     |
| Indonésie       |            |            |            |             |             |            |            | 1          |             |             | 1     |
| Iran            |            |            | 1          |             |             |            |            |            |             |             | 1     |
| Italie          | 1          | 3          | 3          | X           | X           | 3          | 3          | 2          | X           | X           | 15    |
| Japon           |            | 3          |            | X           |             | 1          | 3          | 1          |             | X           | 8     |
| Kazakhstan      | 2          |            |            |             |             |            |            | 1          |             |             | 3     |
| Liban           |            | 1          |            |             |             |            | 1          |            |             |             | 2     |
| Malaisie        |            |            | 1          |             |             |            |            |            |             |             | 1     |
| Mexique         |            | 1          |            |             |             |            |            | 1          |             |             | 2     |
| Maroc           | 1          | 1          |            |             |             |            |            |            |             |             | 2     |
| Pays-Bas        | 1          |            |            |             |             |            |            |            |             |             | 1     |
| Norvège         | 1          |            |            |             |             |            |            |            |             |             | 1     |
| Ouzbékistan     | 1          |            |            |             |             |            |            |            |             |             | 1     |
| Pologne         | 1          |            | 1          |             |             | 1          | 3          | 1          |             | X           | 7     |
| Roumanie        |            | 1          | 3          |             | X           | 3          |            | 1          | X           |             | 8     |
| Grande-Bretagne |            | 3          | 1          | X           |             | 1          | 3          | 2          |             | X           | 10    |
| Russie          | 1          | 3          | 3          | X           | X           | 3          | 3          | 2          | X           | X           | 15    |
| Sénégal         | 1          |            |            |             |             |            |            |            |             |             | 1     |
| Suisse          | 2          |            |            |             |             | 1          |            |            |             |             | 3     |
| Tunisie         |            | 1          | 1          |             |             | 1          | 1          | 2          |             |             | 6     |
| Ukraine         | 1          |            | 1          |             |             | 3          | 1          | 1          | X           |             | 7     |
| Venezuela       | 2          |            | 1          |             |             | 1          | 1          | 1          |             |             | 6     |
| Viêt Nam        | 1          |            |            |             |             |            |            |            |             |             | 1     |
| Total: 44 pays  | 30         | 38         | 37         | 9           | 8           | 37         | 38         | 32         | 8           | 9           | 212   |

## Période de qualification
| Compétition                             | Date             | Lieu              |
| --------------------------------------- | ---------------- | ----------------- |
| Classement de la FIE                    | 2 avril 2012     | –                 |
| Tournoi de qualification – Afrique      | 19 avril 2012    | Casablanca        |
| Tournoi de qualification – Asie/Océanie | 20-21 avril 2012 | Wakayama          |
| Tournoi de qualification – Amériques    | 20-22 avril 2012 | Santiago du Chili |
| Tournoi de qualification – Europe       | 21-22 avril 2012 | Bratislava        |

## Qualification

### Hommes: épée individuelle
|                                                  | Places | Qualifiés |
| ------------------------------------------------ | ------ | --- |
| 12 meilleurs escrimeurs au classement            | 12     | Paolo Pizzo Fabian Kauter Bas Verwijlen Park Kyoung-doo Nikolai Novosjolov Gauthier Grumier Max Heinzer Soren Thompson Géza Imre Elmir Alimzhanov Silvio Fernández Jung Jin-sun |
| 2 meilleurs escrimeurs de la zone Europe         | 2      | Yannick Borel Jörg Fiedler |
| 2 meilleurs escrimeurs de la zone Asie-Océanie   | 2      | Li Guojie Dmitriy Aleksanin |
| 2 meilleurs escrimeurs de la zone Amériques      | 2      | Rubén Limardo Weston Kelsey |
| 2 meilleurs escrimeurs de la zone Afrique        | 2      | Alexandre Bouzaid Ayman Mohamed Fayez |
| Qualification : Europe                           | 4      | Dmytro Karyuchenko Radoslaw Zawrotniak Bartosz Piasecki Pavel Sukhov |
| Qualification : Asie-Océanie                     | 3      | Ruslan Kudayev Nguyễn Tiến Nhật Ka Ming Leung |
| Qualification : Amériques                        | 2      | Paris Inostroza Athos Schwantes |
| Qualification : Afrique                          | 1      | Abdelkarim El Haouari |
| Places supplémentaires pour le pays organisateur | **     | |
|                                                  | 30     | |

### Hommes: fleuret par équipes
|                                                  | Places | Qualifiés                     |
| ------------------------------------------------ | ------ | ----------------------------- |
| 4 meilleures équipes du classement FIE           | 4      | Italie Chine Allemagne France |
| Meilleure équipe européenne                      | 1      | Russie                        |
| Meilleure équipe asiatique-océanienne            | 1      | Japon                         |
| Meilleure équipe américaine                      | 1      | États-Unis                    |
| Meilleure équipe africaine                       | 1      | Égypte                        |
| Places supplémentaires pour le pays organisateur | 1      | Grande-Bretagne               |
|                                                  | 9      |                               |

### Hommes: fleuret individuel
|                                                  | Places | Qualifiés |
| ------------------------------------------------ | ------ | --- |
| Membres d’équipes qualifiées automatiquement     | 24     | Valerio Aspromonte Andrea Baldini Andrea Cassarà Lei Sheng Ma Jianfei Zhu Jun Sebastian Bachmann Peter Joppich Benjamin Kleibrink Erwann Le Péchoux Enzo Lefort Victor Sintès Artur Akhmatkhuzin Aleksey Cheremisinov Renal Ganeyev Kenta Chida Ryo Miyake Yuki Ota Miles Chamley-Watson Race Imboden Alexander Massialas Alaaeldin El Sayed Abouelkassem Tarek Ayad Anas Mostafa |
| 2 meilleurs escrimeurs de la zone Europe         | 2      | Roland Schlosser Richard Kruse |
| 2 meilleurs escrimeurs de la zone Asie-Océanie   | 2      | Choi Byung-chul Nicholas Choi |
| 2 meilleurs escrimeurs de la zone Amériques      | 2      | Daniel Gómez Étienne Lalonde Turbide |
| Le meilleur escrimeur de la zone Afrique         | 1      | Mohamed Samandi |
| Qualification : Europe                           | 2      | Bojan Jovanović Radu Daraban |
| Qualification : Asie-Océanie                     | 1      | Zain Shaito |
| Qualification : Amériques                        | 1      | Guilherme Toldo |
| Qualification : Afrique                          | 1      | Lahoussine Ali |
| Places supplémentaires pour le pays organisateur | 2      | James-Andrew Davis Husayn Rosowsky |
|                                                  | 38     | |

### Hommes: sabre par équipes
|                                                  | Places | Qualifiés                           |
| ------------------------------------------------ | ------ | ----------------------------------- |
| 4 meilleures équipes du classement FIE           | 4      | Russie Allemagne Italie Biélorussie |
| Meilleure équipe européenne                      | 1      | Roumanie                            |
| Meilleure équipe asiatique-océanienne            | 1      | Chine                               |
| Meilleure équipe américaine                      | 1      | États-Unis                          |
| Meilleure équipe africaine                       | 0      | Pas de qualifié*                    |
| Équipe additionnelle                             | 1      | Corée du Sud                        |
| Places supplémentaires pour le pays organisateur | **     |                                     |
|                                                  | 8      |                                     |

- Aucune équipe africaine ne figure dans le Top 16 mondial.

### Hommes: sabre individuel
|                                                  | Places | Qualifiés |
| ------------------------------------------------ | ------ | --- |
| Membres d’équipes qualifiées automatiquement     | 24     | Nikolay Kovalev Veniamin Reshetnikov Aleksey Yakimenko Max Hartung Nicolas Limbach Benedikt Wagner Aldo Montano Diego Occhiuzzi Luigi Tarantino Aliaksandr Buikevich Dmitri Lapkes Valery Pryiemka Tiberiu Dolniceanu Rares Dumitrescu Gelu Florin Zalomir Liu Xiao Wang Jingzhi Zhong Man Daryl Homer Timothy Morehouse James Williams Gu Bon-gil Kim Jung-hwan Won Woo-young |
| 2 meilleurs escrimeurs de la zone Europe         | 2      | Áron Szilágyi Boladé Apithy |
| 2 meilleurs escrimeurs de la zone Asie-Océanie   | 2      | Lam Hin Chung Yu Peng Kean |
| 2 meilleurs escrimeurs de la zone Amériques      | 2      | Renzo Agresta Philippe Beaudry |
| Le meilleur escrimeur de la zone Afrique         | 1      | Hichem Samandi |
| Qualification : Europe                           | 2      | Adam Skrodzki Dmytro Boyko |
| Qualification : Asie-Océanie                     | 1      | Mojtaba Abedini |
| Qualification : Amériques                        | 1      | Hernan Jansen |
| Qualification : Afrique                          | 1      | Ghay Mannad |
| Places supplémentaires pour le pays organisateur | 1      | James Honeybone |
|                                                  | 37     | |

### Femmes: épée par équipes
|                                                  | Places | Qualifiés                    |
| ------------------------------------------------ | ------ | ---------------------------- |
| 4 meilleures équipes du classement FIE           | 4      | Roumanie Chine Russie Italie |
| Meilleure équipe européenne                      | 1      | Ukraine                      |
| Meilleure équipe asiatique-océanienne            | 1      | Corée du Sud                 |
| Meilleure équipe américaine                      | 1      | États-Unis                   |
| Meilleure équipe africaine                       | 0      | Pas de qualifié*             |
| Équipe additionnelle                             | 1      | Allemagne                    |
| Places supplémentaires pour le pays organisateur | **     |                              |
|                                                  | 8      |                              |

- Aucune équipe africaine ne figure dans le Top 16 mondial.

### Femmes: épée individuelle
|                                                  | Places | Qualifiés |
| ------------------------------------------------ | ------ | --- |
| Membres d’équipes qualifiées automatiquement     | 24     | Ana Maria Brânză Simona Gherman Anca Măroiu Li Na Luo Xiaojuan Sun Yujie Violetta Kolobova Lyubov Shutova Anna Sivkova Bianca Del Carretto Rossella Fiamingo Mara Navarria Olena Kryvytska Kseniya Pantelyeyeva Yana Shemyakina Choi In-jeong Jung Hyo-jung Shin A-lam Courtney Hurley Maya Lawrence Susie Scanlan Imke Duplitzer Britta Heidemann Monika Sozanska |
| 2 meilleures escrimeuses de la zone Asie-Océanie | 2      | Yeung Chui Ling Hsu Jo-Ting |
| 2 meilleures escrimeuses de la zone Europe       | 2      | Tiffany Geroudet Magdalena Piekarska |
| 2 meilleures escrimeuses de la zone Amériques    | 2      | Sherraine Schalm Caterin Bravo Aranguiz |
| La meilleure escrimeuse de la zone Afrique       | 1      | Sarra Besbes |
| Qualification : Europe                           | 2      | Emese Szász Laura Flessel-Colovic |
| Qualification : Asie-Océanie                     | 1      | Nozomi Nakano |
| Qualification : Amériques                        | 1      | María Martínez |
| Qualification : Afrique                          | 1      | Mona Abdel Aziz |
| Places supplémentaires pour le pays organisateur | 1      | Corinna Lawrence |
|                                                  | 37     | |

### Femmes: fleuret par équipes
|                                                  | Places | Qualifiés                          |
| ------------------------------------------------ | ------ | ---------------------------------- |
| 4 meilleures équipes du classement FIE           | 4      | Italie Russie Corée du Sud Pologne |
| Meilleure équipe européenne                      | 1      | France                             |
| Meilleure équipe asiatique-océanienne            | 1      | Japon                              |
| Meilleure équipe américaine                      | 1      | États-Unis                         |
| Meilleure équipe africaine                       | 1      | Égypte                             |
| Places supplémentaires pour le pays organisateur | 1      | Grande-Bretagne                    |
|                                                  | 9      |                                    |

### Femmes: fleuret individuel
|                                                  | Places | Qualifiés |
| ------------------------------------------------ | ------ | --- |
| Membres d’équipes qualifiées automatiquement     | 24     | Elisa Di Francisca Arianna Errigo Valentina Vezzali Inna Deriglazova Kamilla Gafurzianova Aida Shanaeva Jeon Hee-sook Jung Gil-ok Nam Hyun-hee Sylwia Gruchała Martyna Synoradzka Małgorzata Wojtkowiak Astrid Guyart Corinne Maîtrejean Ysaora Thibus Kanae Ikehata Shiho Nishioka Chieko Sugawara Lee Kiefer Nzingha Prescod Nicole Ross Eman Elgammal Shaimaa Elgammal Eman Gaber |
| 2 meilleures escrimeuses de la zone Europe       | 2      | Aida Mohamed Carolin Golubytskyi |
| 2 meilleures escrimeuses de la zone Asie-Océanie | 2      | Chen Jinyan Heung Po Lin |
| 2 meilleures escrimeuses de la zone Amériques    | 2      | Monica Peterson Saskia Loretta van Erven Garcia |
| La meilleure escrimeuse de la zone Afrique       | 1      | Inès Boubakri |
| Qualification : Europe                           | 2      | Natalia Sheppard Olha Leleyko |
| Qualification : Asie-Océanie                     | 1      | Mona Shaito |
| Qualification : Amériques                        | 1      | Johana Beatriz Choles |
| Qualification : Afrique                          | 1      | Anissa Khelfaoui |
| Places supplémentaires pour le pays organisateur | 2      | Sophie Troiano Anna Bentley |
|                                                  | 38     | |

### Femmes: sabre individuel
|                                                  | Places | Qualifiés |
| ------------------------------------------------ | ------ | --- |
| 12 meilleurs escrimeuses au classement           | 12     | Sofia Velikaïa Mariel Zagunis Olha Kharlan Julia Gavrilova Min Zhu Kim Ji-yeon Chen Xiaodong Azza Besbes Vassiliki Vougiouka Irene Vecchi Gioia Marzocca Dagmara Wozniak |
| 2 meilleures escrimeuses de la zone Europe       | 2      | Aleksandra Socha Léonore Perrus |
| 2 meilleures escrimeuses de la zone Asie-Océanie | 2      | Lee Ra-jin Seira Nakayama |
| 2 meilleures escrimeuses de la zone Amériques    | 2      | Sandra Sassine María Belén Pérez Maurice |
| 2 meilleures escrimeuses de la zone Afrique      | 2      | Amira Ben Chaabane Salma Zien |
| Qualification : Europe                           | 4      | Sabina Mikina Margarita Tschomakova Alexandra Bujdoso Bianca Pascu |
| Qualification : Asie-Océanie                     | 3      | Yuliya Zhivitsa Sin Ying Au Diah Permatasari |
| Qualification : Amériques                        | 2      | Alejandra Benitez Ursula Gonzalez |
| Qualification : Afrique                          | 1      | Léa Moutoussamy |
| Places supplémentaires pour le pays organisateur | 2      | Louise Bond-Williams Sophie Williams |
|                                                  | 32     | |

** La Grande-Bretagne peut engager 8 escrimeuses supplémentaires dans les épreuves individuelles, en plus des athlètes déjà qualifiés.